# Coenzim A

Coenzim A.

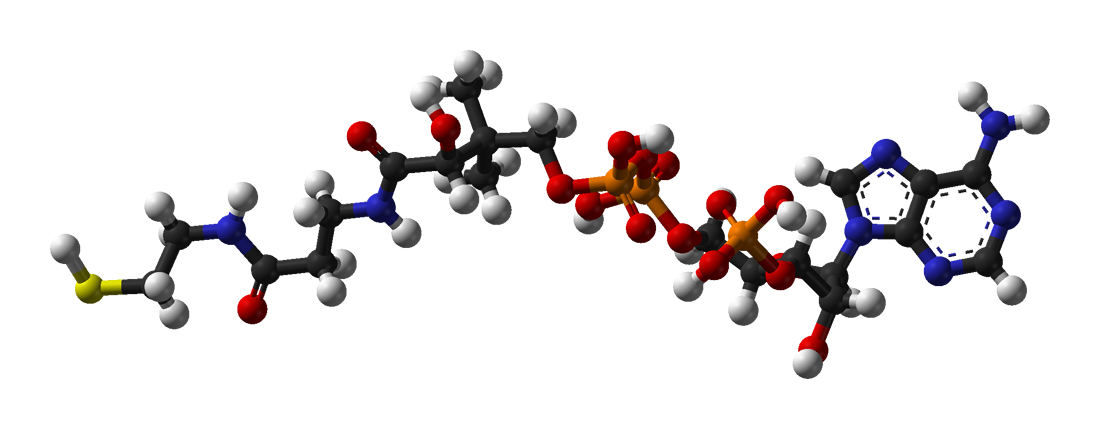
Coenzim A.

El coenzim A (CoA, CoASH o HSCoA) fórmula química: C21H36N₇O16P₃S
és un coenzim, notable pel seu paper en la biosíntesi d'àcids grassos i la beta-oxidació d'àcids grassos, així com en la descarboxilació oxidativa de l'àcid pirúvic abans del cicle de Krebs. La seva molècula consta d'àcid pantotènic (vitamina B₅), ADP i cisteamina.

## Funció
Donat que el coenzim A és químicament un tiol, pot reaccionar amb els àcids carboxílics per a formar tioèsters, de manera que actua com un portador del grup acil. Quan una molècula de coenzim A porta un grup acetil es denomina acetil-CoA.

## Grups acil units al coenzim A
- Acetil-CoA - biosíntesi i oxidació d'àcids grassos, cicle de Krebs
- Propionil-CoA
- Acetoacetil-CoA
- Coumaril-CoA - biosíntesi de flavonoids i estilbenoids
- Malonil-CoA - biosíntesi d'àcids grassos
- Succinil-CoA - cicle de Krebs
- Butiryl CoA
- Hidroximetilglutaril-CoA - biosíntesi d'isoprenoids
- Pimelil-CoA - biosíntesi de biotina